# Odřenina

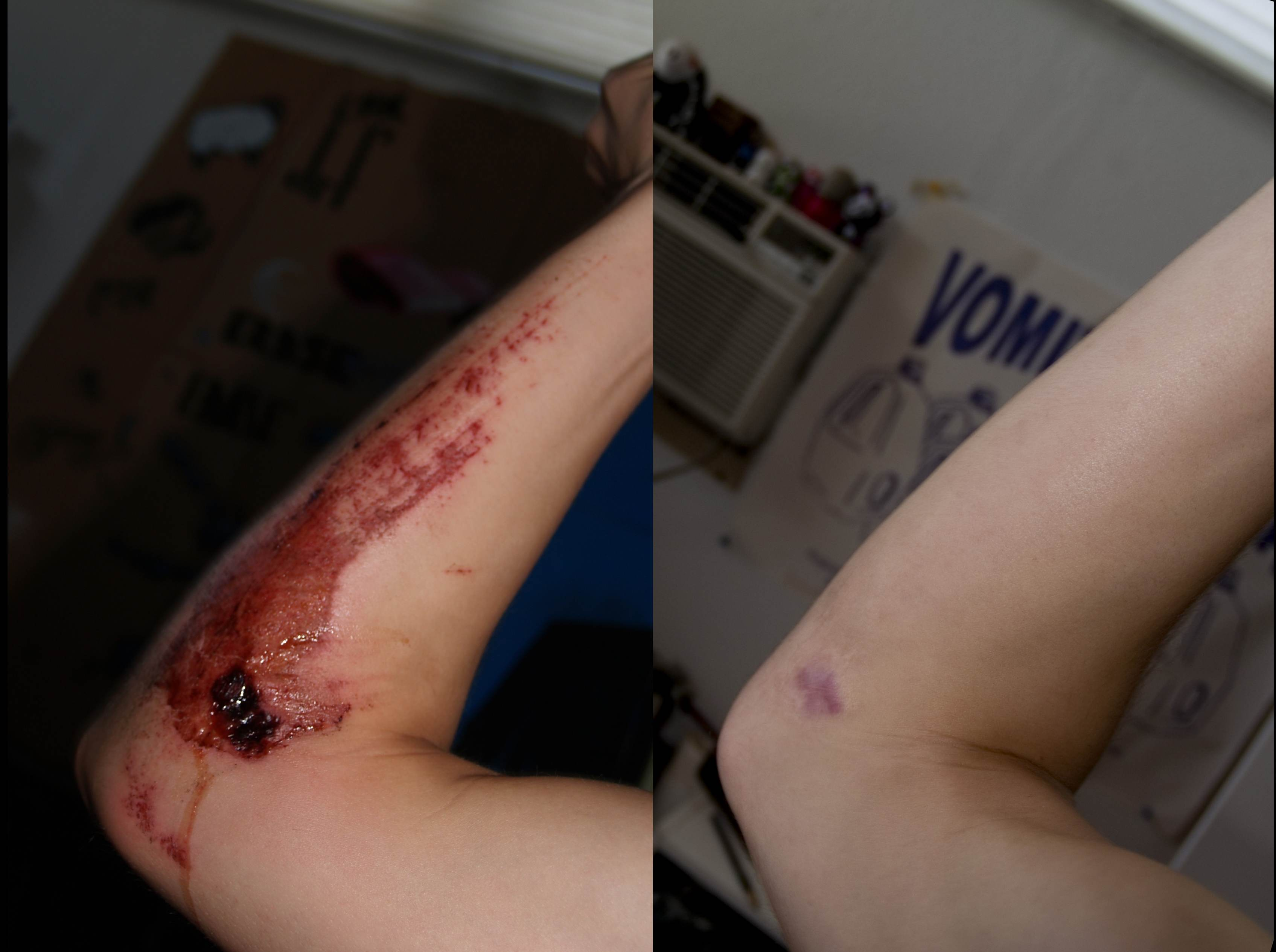
Odřenina a jizva po ní

Odřenina je v dermatologii zranění způsobené povrchovým poškozením kůže, a to nanejvýš do hloubky epidermis. Je méně hluboká než tržná rána. Krvácení, pokud k němu vůbec dojde, je jen minimální. Mírné odřeniny jako oděrky nebo škrábance mohou po zahojení zůstat bez následků, hlubší odřeniny však mohou na kůži zanechat jizvu. Traumatičtější odření, které naruší nebo odstraní všechny vrstvy kůže, se nazývá avulze.